# Marie-Antoinette de Lumley
Marie-Antoinette de Lumley Woodyear, née de Reyher, le 11 septembre 1934, est une préhistorienne et paléoanthropologue française, directrice de recherche émérite du CNRS, de célébrité internationale pour son travail à la Caune de l'Arago et ses recherches sur les premiers habitants de l’Europe avec son mari Henry de Lumley.

## Biographie
Marie-Antoinette de Lumley est médecin de formation et membre de l'Institut de paléontologie humaine de Paris, dont elle contribue aux instances de direction. Elle est la découvreuse de l'Homme de Tautavel en 1971 accompagnée de son mari et de leur équipe.

## Publications
- Marie-Antoinette de Lumley-Woodyear, Anténéandertaliens et néandertaliens du bassin méditerranéen occidental européen : Cova Negra, Le Lazaret, Bañolas, Grotte du Prince..., Marseille, Éditions du Laboratoire de paléontologie humaine et de préhistoire, coll. « Études quaternaires », no 2, 1973, 626 p.  (ISBN 2-85399-022-2)
- Henry de Lumley, Marie-Antoinette de Lumley, Les premiers peuplements de la Côte d'Azur et de la Ligurie : un million d'années sur les rivages de la Méditerranée. Tome 1, Le paléolithique, Nice, Melis éditions, 2011, 158 p.  (ISBN 978-2-35210-068-3)
- Henry et Marie-Antoinette de Lumley (photographies de Denis Dainat et Henry de Lumley ; dessins, Alain Fournier et Éric Guerrier), L'Homme de Tautavel : 600 000 années dans la Caune de l'Arago : l'ouvrage du cinquantenaire, Paris, CNRS Éditions, 2014, 180 p.  (ISBN 978-2-271-08595-5)
- Henry et Marie-Antoinette de Lumley, Mémoires de préhistoriens : l'extraordinaire aventure de la Préhistoire : les hommes, les outils, les cultures, Paris, O. Jacob, 2014, 234 p.-[16] p. de pl.  (ISBN 978-2-7381-3101-0)